# Relaciones Colombia-Ucrania
Las relaciones Colombia-Ucrania se refiere a las relaciones internacionales entre la República de Colombia y Ucrania, ambas repúblicas soberanas que son Estados miembros plenos de la Organización de las Naciones Unidas. 

## Historia
Las relaciones entre estas dos naciones comenzó a fines del siglo XX, tras la Declaración de Independencia de Ucrania en 1991 como república soberana. Anteriormente, los asuntos bilaterales entre ambos países eran atendidos por las relaciones entre Colombia y la Unión Soviética, desde el gobierno central en Moscú por el lado soviético, para lo referente a las cuestiones diplomáticas. No fue hasta el año siguiente que se establecieron las relaciones diplomáticas bilaterales el 20 de agosto de 1992.
Colombia fue uno de los primeros países de América en declarar al Holodomor como un genocidio cometido contra el pueblo ucraniano.
En 2016, Ucrania fue aceptado como miembro observador de la Alianza del Pacífico, organización regional de la cual Colombia es Estado fundador.
Durante la invasión rusa de Ucrania de 2022, Colombia inicialmente se había alineado del lado ucraniano tras acusar a Rusia de violar el derecho internacional y la soberanía ucraniana, y entregando ayuda humanitaria y soporte moral a Ucrania. Sin embargo, tras la llegada de Gustavo Petro al poder, Colombia adoptó una posición de neutralidad en el conflicto, negándose a enviar armas o cualquier otra clase de soporte a Ucrania, instigando a Kiev a negociar un cese al fuego con Rusia.

## Visitas de alto nivel
El 21 de agosto de 2013, la Ministra de Relaciones Exteriores colombiana, María Ángela Holguín Cuéllar, recibió en Bogotá en una Visita Oficial a su par ucraniano, Leonid Kozhara, siendo la primera de un funcionario de alto rango de Ucrania en el país sudamericano.

## Relaciones comerciales
Existe un flujo de mercancías por el transporte marítimo frecuente entre los puertos de Barranquilla, Buenaventura, Cartagena de Indias y Santa Marta con Odesa. Entre 2016 y 2017, los principales productos exportados hacia Ucrania desde Colombia fueron el aceite de girasol, maíz, trigo y morcajo; mientras que los principales productos importados hacia Colombia desde Ucrania fueron petróleo refinado, gas licuado y hullas.

## Misiones diplomáticas
- Colombia tiene un consulado honorario en Kiev concurrente de la embajada colombiana en Varsovia, Polonia.
- Ucrania tiene un consulado honorario en Bogotá, que es concurrente de la embajada ucraniana en Lima, Perú.